# 窪川郵便局
窪川郵便局（くぼかわゆうびんきょく）は高知県高岡郡四万十町にある郵便局。民営化前の分類では集配普通郵便局であった。

## 概要
住所：〒786-8799 高知県高岡郡四万十町茂串町1-30
民営化直前の集配業務再編において、多くの集配普通郵便局は統括センターとなったが、当局は配達センターとされたため、民営化後も郵便事業株式会社の支店は併設されず、集配センターが併設された。

## 沿革
- 1872年9月3日（明治5年8月1日） - 窪川郵便取扱所として開設[1]。
- 1875年（明治8年）1月1日 - 窪川郵便局（五等）となる。
- 1882年（明治15年） - 為替・貯金取扱を開始。
- 1897年（明治30年）3月31日 - 窪川郵便電信局となる。
- 1903年（明治36年）4月1日 - 通信官署官制の施行に伴い窪川郵便局となる。
- 1953年（昭和28年）4月1日 - 電気通信業務の取扱を窪川電報電話局に移管[2]。
- 1956年（昭和31年）10月1日 - 和文電報受付事務の取扱を開始。
- 1966年（昭和41年）9月1日 - 特定郵便局から普通郵便局に局種別改定。
- 1970年（昭和45年）6月1日 - 窪川町本町から同町茂串町に移転。
- 1983年（昭和58年）10月17日 - 東又郵便局、松葉川郵便局、仁井田郵便局から集配業務を移管。
- 1986年（昭和61年）3月31日 - 中津川郵便局の廃止に伴い、取扱事務を承継。
- 1999年（平成11年） - 外国通貨の両替および旅行小切手の売買に関する業務取扱を開始。
- 2007年（平成19年）10月1日 - 民営化に伴い、併設された郵便事業須崎支店窪川集配センターに一部業務を移管。
- 2012年（平成24年）10月1日 - 日本郵便株式会社発足に伴い、郵便事業須崎支店窪川集配センターを窪川郵便局に統合。

## 取扱内容
- 郵便、印紙、ゆうパック、内容証明
- 貯金、為替、振替、振込、国際送金、国債、投資信託
- 生命保険、バイク自賠責保険、自動車保険
- ゆうちょ銀行ATM
- 高岡郡四万十町内の一部地域の集配業務

## 周辺
- 四万十町役場
- 高知県窪川警察署
- 四万十町立窪川小学校
- 岩本寺 - 四国八十八箇所霊場第三十七番札所
- 国道56号
- 高知県道19号窪川船戸線
- 四万十川
  - 吉見川

## アクセス
- JR土讃線・土佐くろしお鉄道中村線 窪川駅から南へ約450m（徒歩約5分）
- 四万十交通 本町停留所下車
- 国道381号沿い
- 駐車場あり：8台